# اورمانیتسا
اورمانیتسا (به صربی: Urmanica) یک منطقهٔ مسکونی در صربستان است که در ناحیه پچینیا واقع شده‌است. اورمانیتسا ۳۲ نفر جمعیت دارد.